# Chase Claypool
Chase Claypool (Abbotsford, Columbia Británica, 7 de julio de 1998) es un jugador profesional canadiense de fútbol americano que se desempeña en la posición de wide receiver en Buffalo Bills, equipo de la National Football League (NFL).

## Carrera
Fue seleccionado en la segunda ronda en la Reunión Anual de Selección de Jugadores de la NFL de 2020. Hizo su debut profesional con el equipo Pittsburgh Steelers, en el cual jugó tres temporadas (2020-2022), después pasó a Chicago Bears (2022-2023), luego a Miami Dolphins, donde jugó una temporada, en 2024 pasó a Buffalo Bills.